# Luschniki-Seilbahn

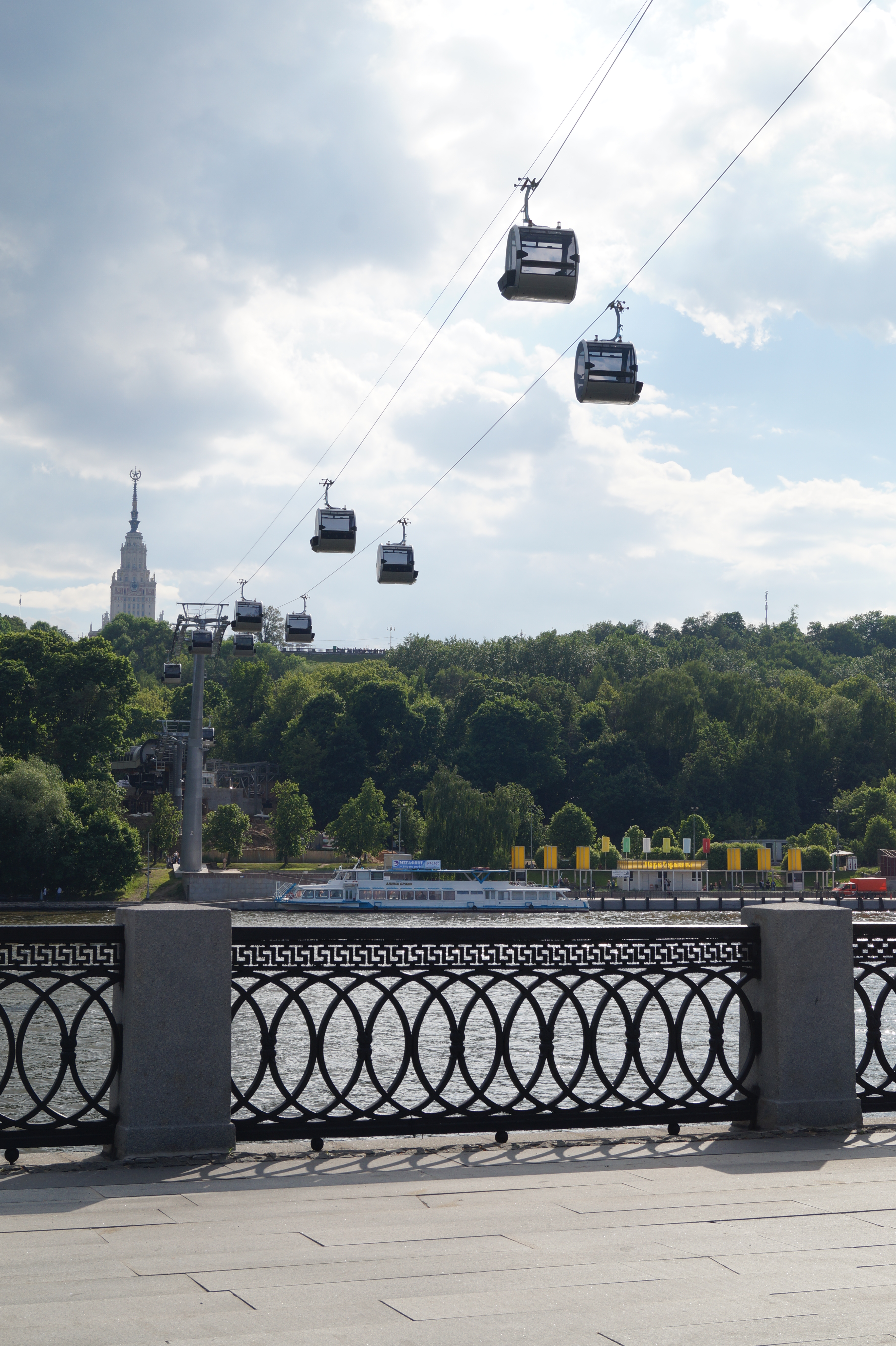
Die neue Luschniki-Seilbahn in die Sperlingsberge

Die Luschniki-Seilbahn (russisch Канатная дорога на Воробьёвых горах Kanatnaja doroga na Worobjowych gorach / Seilbahn auf den Sperlingsbergen) ist eine Seilbahn, die zurzeit (Mai 2018) im Moskauer Stadtteil Ramenki gebaut wird. Sie führt vom Olympiastadion Luschniki über den Fluss Moskwa in die Sperlingsberge und läuft seit Mai 2018 im Probebetrieb.

## Alter Sessellift

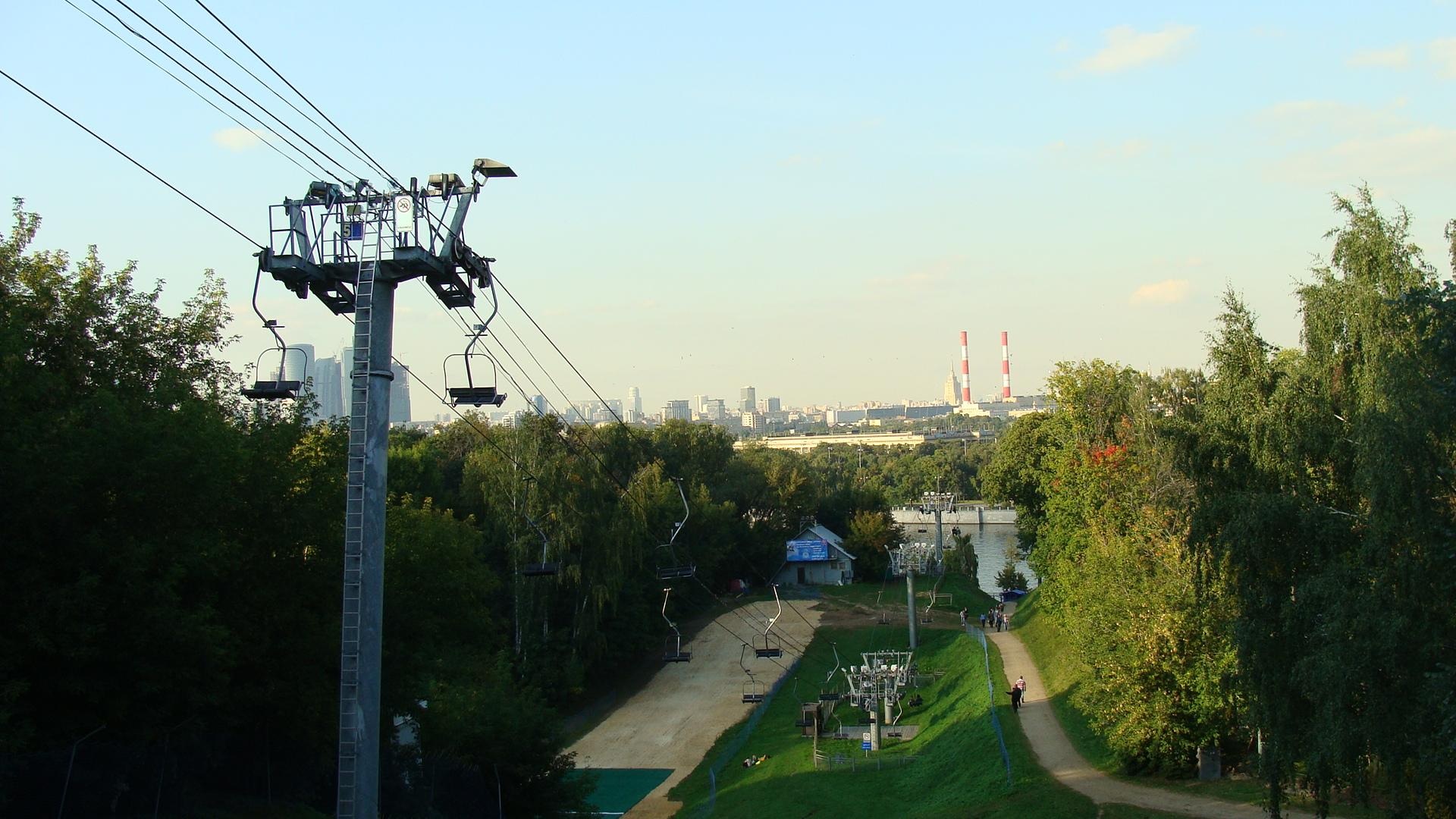
Alter Sessellift

Im Jahr 1953 wurde zum Betrieb der großen Sprungschanze in den Sperlingsbergen ein Sessellift gebaut, der von Ingenieur Galli entworfen wurde. An dem 340 Meter langen Sessellift gab es zwei Stationen: die Talstation am Hang der Sperlingsberge und die Bergstation in der Nähe der Aussichtsplattform.
Der Sessellift, der in den letzten Jahren seines Bestehens zur russischen Skischule gehörte, geriet in einen irreparablen Zustand und wurde im Sommer 2016 im Rahmen des Programms für den Wiederaufbau des Sportkomplexes auf den Sperlingsbergen komplett abgebaut.

## Neue Seilbahn
Nach dem Abbau des alten Sessellifts begann der Bau einer neuen Seilbahn für die Fußball-Weltmeisterschaft 2018, der das Luschniki-Stadion und die Aussichtsplattform auf den Sperlingsbergen mit einem Zwischenstopp am Worobjewskaja-Damm verbindet. Trotz der angestrebten Fristen wurde am 23. Mai 2018 offiziell verkündet, dass mit unvorhergesehenen Verzögerungen beim Bau und der Verschiebung der Eröffnungstermine für den Zeitraum nach der Fußballweltmeisterschaft gerechnet werden muss.

## Beschreibung

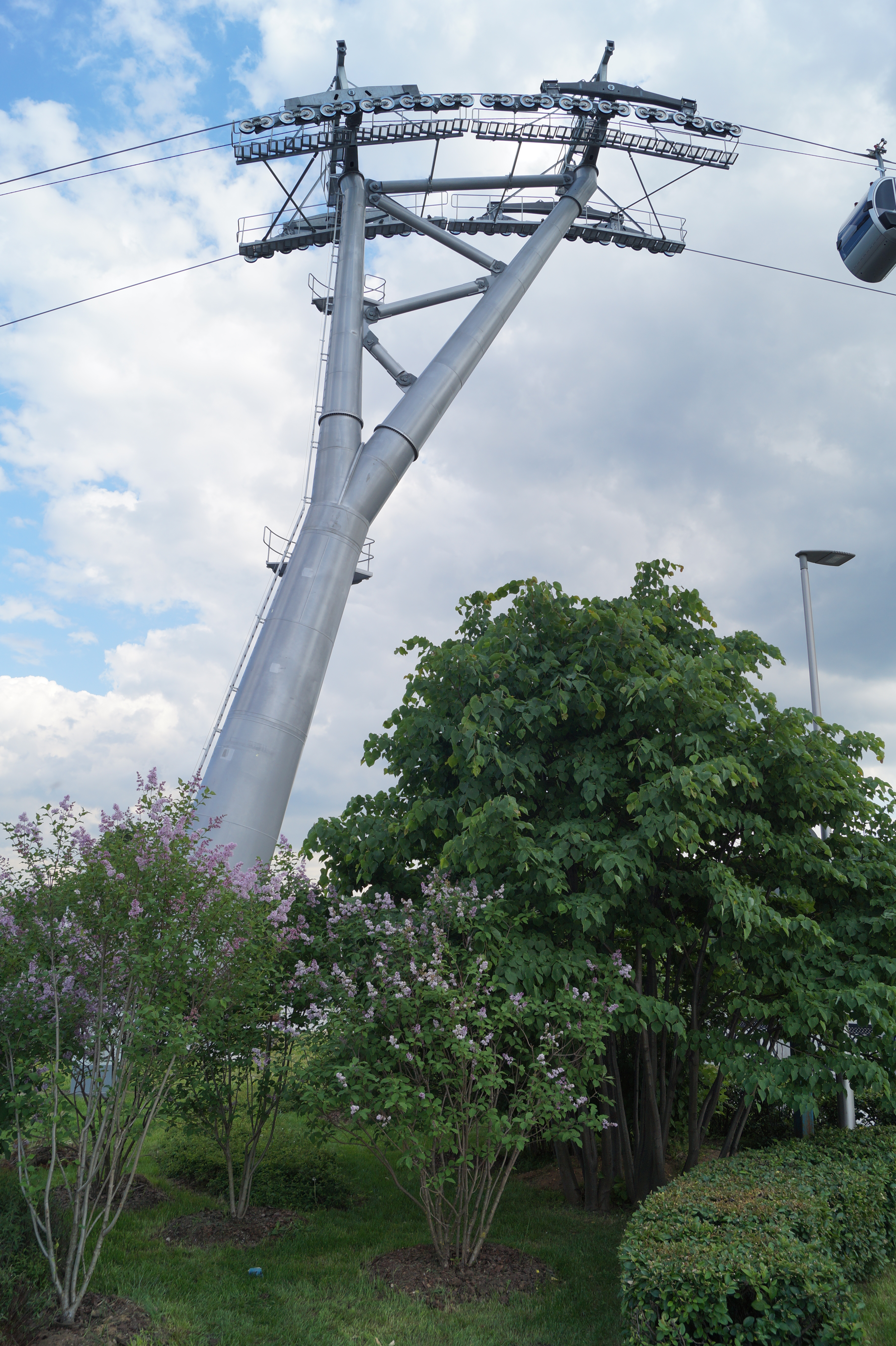
Stütze an der Station Luschniki

- Typ: Abnehmbare Gondeln für 8 Fahrgäste oder Sessel mit 4 Sitzplätzen für Schifahrer
- Länge: 703 m (2 Abschnitte)
- Stationen: 3
- Höhenunterschied: 60 m[8]

Die Ausrüstung stammt von der Schweizer Firma Bartholet Maschinenbau AG. Der Bau der Seilbahn wird vom SC "SNOUPROM" in Zusammenarbeit mit der Bartholet Maschinenbau AG durchgeführt. 
Es werden vor allem geschlossene Gondeln verwendet, aber es gibt auch Hängesessel für den Transport von Schiausrüstung und Fahrrädern. Die Gondeln wurden vom Porsche Design Studio entworfen und sind mit WLAN, Monitoren, MP3-Playern, Innen- und Außenbeleuchtung ausgestattet. Die Gondeln können schnell hinzugefügt und von der Linie entfernt werden. Insgesamt werden 35 Gondeln beschafft, zwei davon in VIP-Performance.

## Stationen
Entlang der Linie gibt es 3 Stationen: Luschniki (Лужники) auf dem linken Ufer der Moskwa, Worobjowy Gory (Воробьёвы горы für Sperlingsberge) am rechten Ufer und Kosygina (Косыгина) oben an der Aussichtsplattform;

### Luschniki

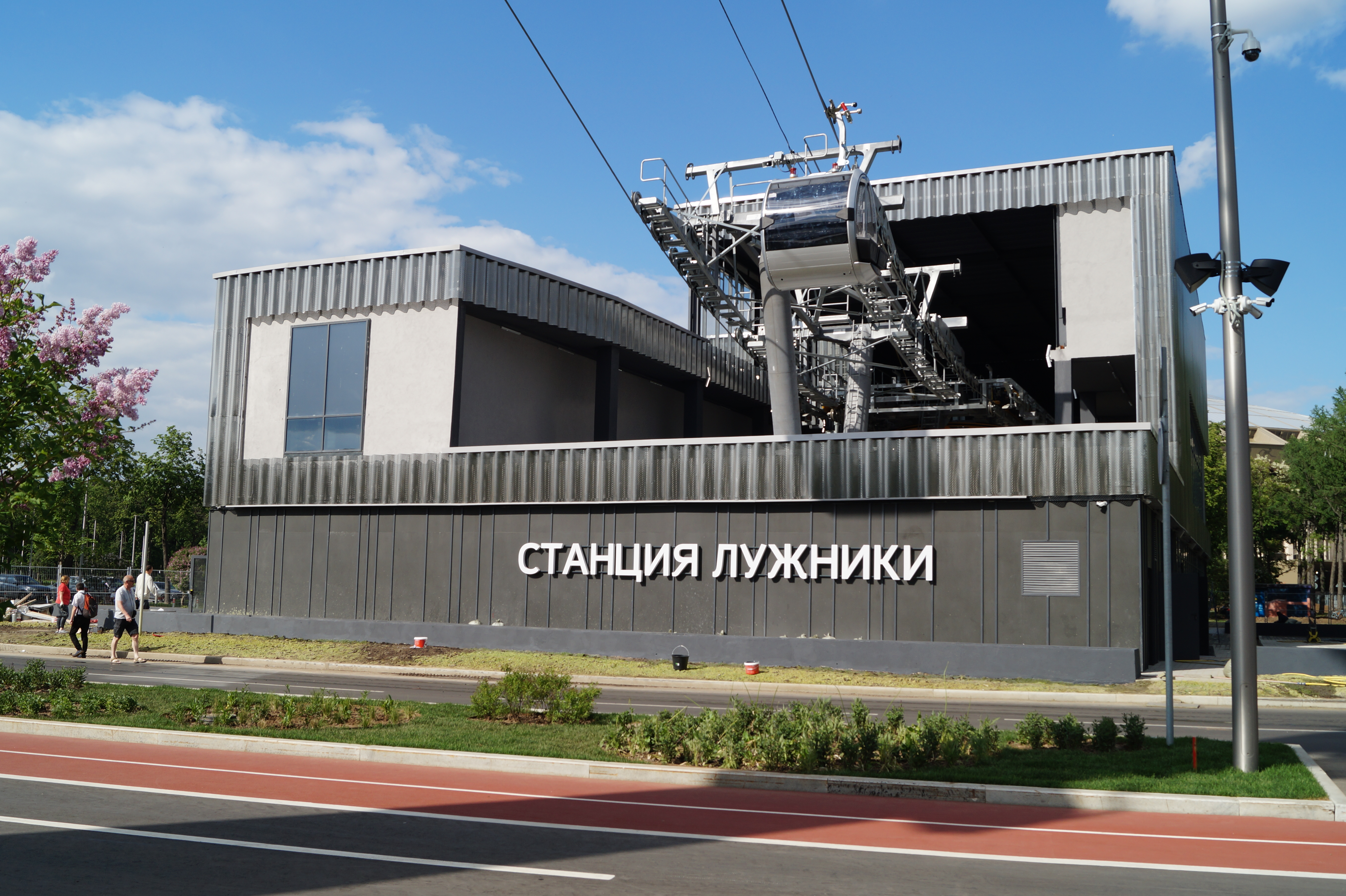
Station Luschniki während des Probebetriebs im Mai 2018

Die Station Luschniki liegt in der Nähe der großen Sport-Arena. Im unteren Stockwerk des rechteckigen zweistöckigen Gebäudes befinden sich Kassen, Cafés und Geschäftskioske, auf dem oberen die Räumlichkeiten zum Ein- und Aussteigen von Fahrgästen. Insbesondere für die Bequemlichkeit der Passagiere mit eingeschränkter Mobilität wurde die Station mit einem Aufzug ausgestattet. Das Design der Station besteht aus spiegelpolierten Stahlpaneelen und schlagfestem Glas.

### Worobjowy Gory (Sperlingsberge)
Die Station am Ufer auf der Seite der Sperlingsberge dient dem Verleih von Sportausrüstung, und es soll dort auch ein kleines Museum eröffnet werden.

### Kosygina
Die Station Kosygina liegt direkt an der Aussichtsplattform auf Höhe des im Zuckerbäckerstil erbauten Hauptgebäudes der Lomonossow-Universität. Von dort bietet sich ein einzigartiger Panoramablick auf Moskau.

## Bezahlung der Seilbahnfahrten
Für die Zahlung der Seilbahnfahrten sollen die Transportkarte Troika und Dauerkarten verwendet werden können. Der Preis beträgt voraussichtlich 400–500 Rubel.